# Teodoro Wolf Ferrari
Teodoro Wolf Ferrari (Venezia, 29 giugno 1878 – San Zenone degli Ezzelini, 27 gennaio 1945) è stato un pittore italiano.

## Biografia
Teodoro nacque dal pittore tedesco August Wolf e dall'italiana Emilia Ferrari;  fu fratello del musicista Ermanno Wolf Ferrari.
Discepolo di Guglielmo Ciardi, Pietro Fragiacomo e Millo Bortoluzzi studiò all'Accademia di belle arti di Venezia dove terminò gli studi nel 1895, all’età di diciassette anni, negli stessi mesi in cui aveva luogo la prima Biennale Internale d’Arte. 
Nel 1896 si recò a Monaco di Baviera dove soggiornò per qualche anno e dove entrò in contatto con il gruppo Die Scholle (un movimento culturale aperto a influenze innovative e in aperto scontro con la tradizione), con lo Jugendstil e con la scuola di Vienna. Si apre così un periodo di continui viaggi tra Venezia e Monaco. 
Nel 1902 partecipa all'esposizione internazionale per le arti decorative di Torino con un dipinto e un progetto di vetrata. A Venezia nel 1904 partecipa al concorso per il Manifesto del Grand'Hotel d'Italia. Nel 1908 decora con Castagnaro e Genovesi il Caffè Santa Margherita e il salone del Grande Stabilimento Bagni al Lido di Venezia. 

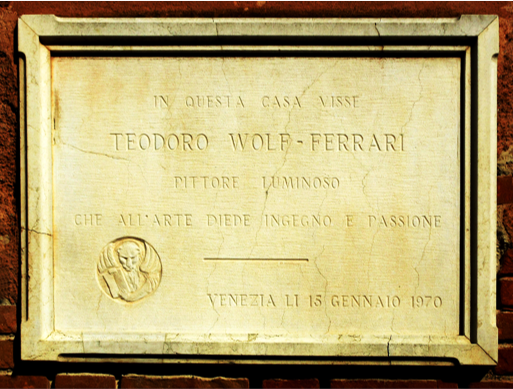
Lapide in ricordo del pittore Wolf Ferrari in Fondamenta Rezzonico 3139

A partire dal 1910 partecipa alle Esposizioni Capesarine (esporrà quasi ininterrottamente fino al 1939).
Nel 1910 nella mostra estiva di Ca' Pesaro espone in due sale, da lui arredate e decorate, una raccolta personale di 52 opere, mostra che sarà trasferita a Stoccolma nel 1910 e Hannover nel 1912.

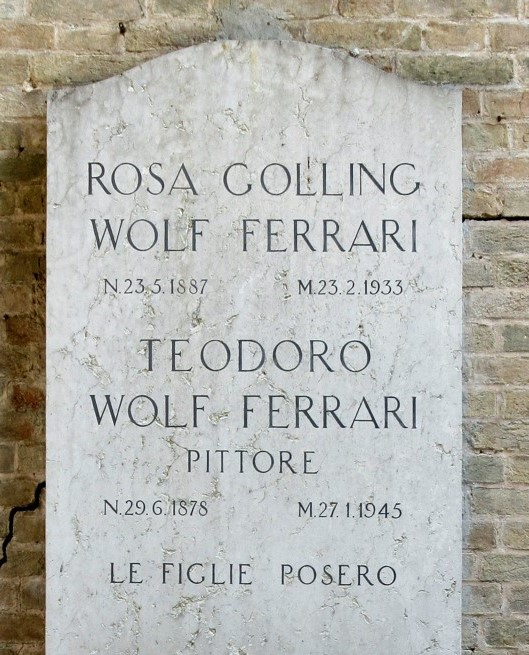
tomba del pittore Wolf Ferrari

Nel 1912 fondò l’associazione L’aratro, che guardava all’esperienza fatta a Monaco con il gruppo Die Scholle: i membri erano impegnati nella realizzazione non solo di dipinti, ma anche di vetrate, oggetti d’arredo, tappezzerie e gioielli che furono esposti esposti per la prima volta in due sale della mostra capesarina di quell’anno. Wolf Ferrari disegnò alcuni gioielli e tre vetrate, realizzati rispettivamente da Antonio Passoni e Giuseppe Maffioli.
Wolf Ferrari si dedicò con maggiore impegno in quegli anni, soprattutto grazie alla collaborazione con Vittorio Zecchin per la rivalutazione delle arti applicate: le vetrate e i vasi da loro ideati e poi realizzati nelle fornaci Barovier di Murano furono esposti a Monaco nel 1913 e alla Biennale veneziana del 1914.
Nel 1913 e nel 1915 partecipa alle mostre della Secessione Romana e nel 1912 e 1914 alla Biennale di Venezia, a cui parteciperà poi ininterrottamente dal 1920 al 1938. Partecipa a diverse Collettive della Bevilacqua La Masa. 
Nel 1919 fu tra i fondatori dell'Unione Giovani Artisti di Venezia. Nel 1924 venne inviato da Vittorio Emanuele III in Libia dove dipinse una serie di 32 opere a olio su soggetti coloniali.
Tornato in Italia Wolf Ferrari dirada i viaggi e la partecipazione a esposizioni nazionali e internazionali trascorrendo il resto della sua vita tra Venezia e San Zenone degli Ezzelini, dedicandosi a dipingere paesaggi. In quest'ultima città muore il 27 gennaio 1945.  È sepolto a Venezia nel cimitero monumentale di San Michele in isola, recinto evangelico, parete sinistra, verso la fine.

## Galleria d'immagini

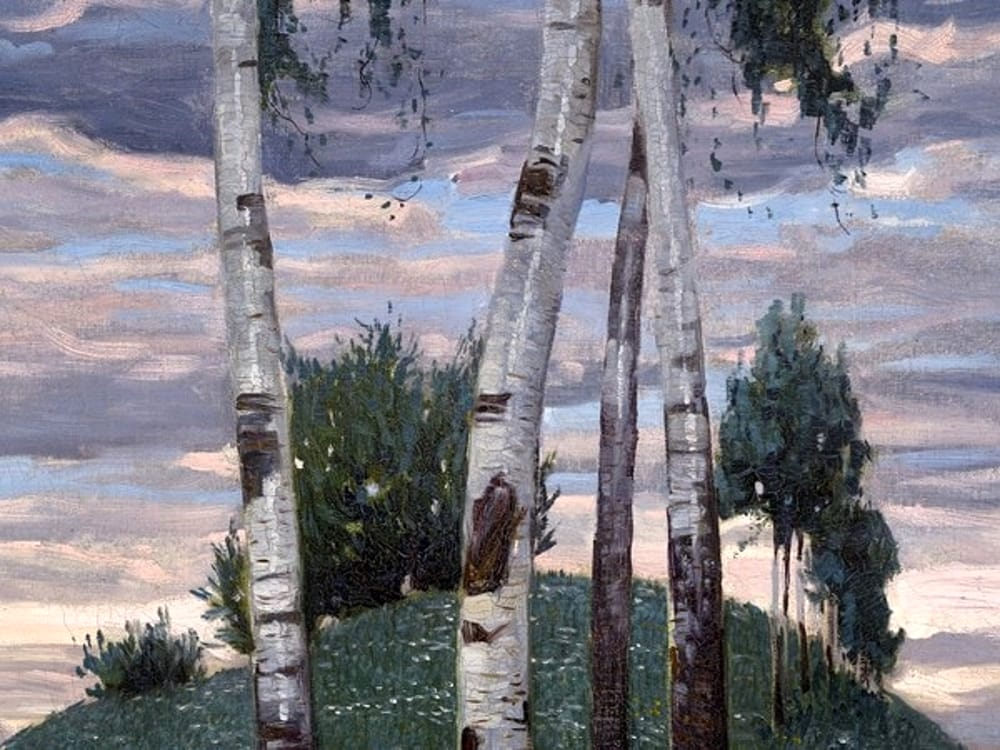
Betulle, 1913, Asolo, Collezione Coin
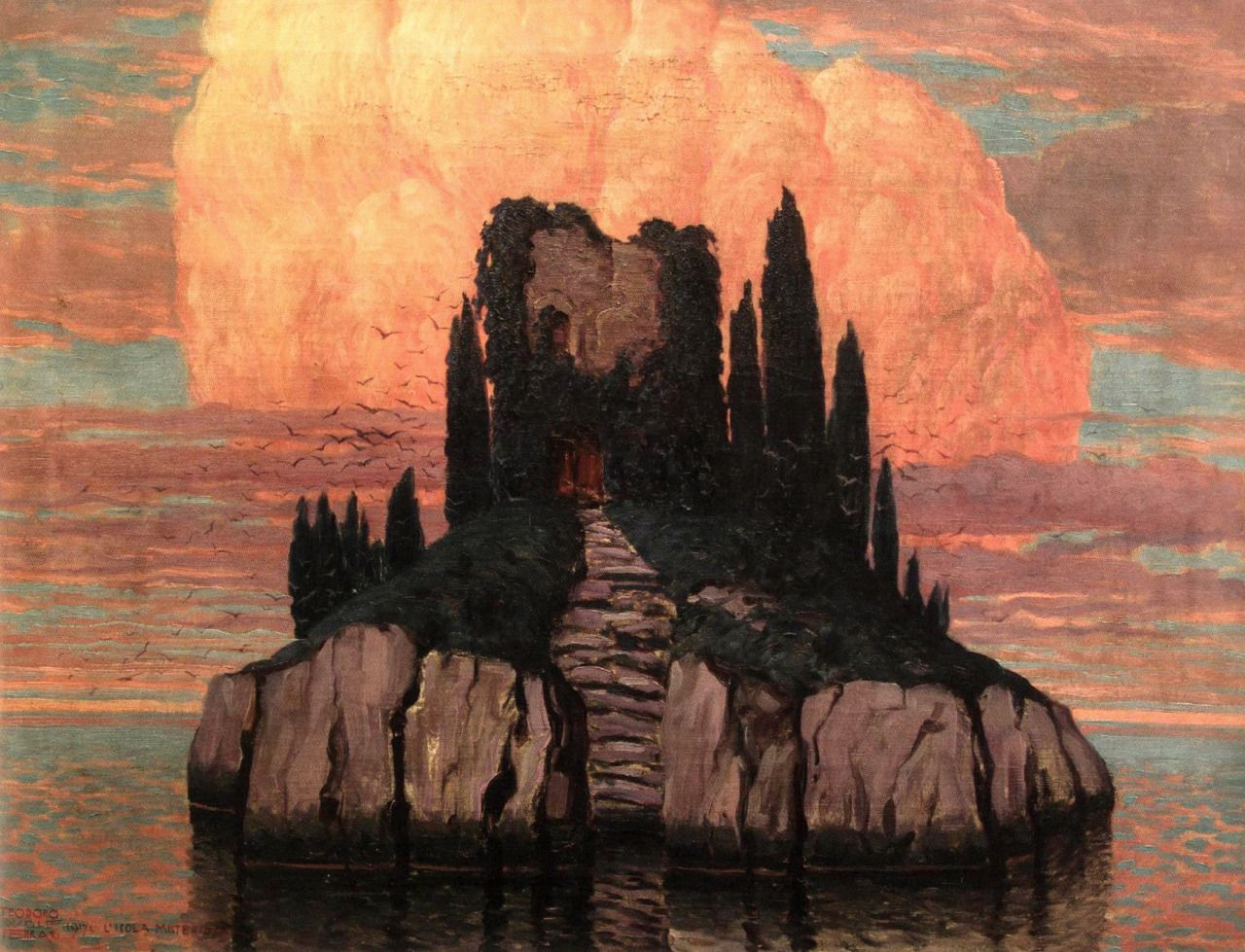
L'isola misteriosa, 1917
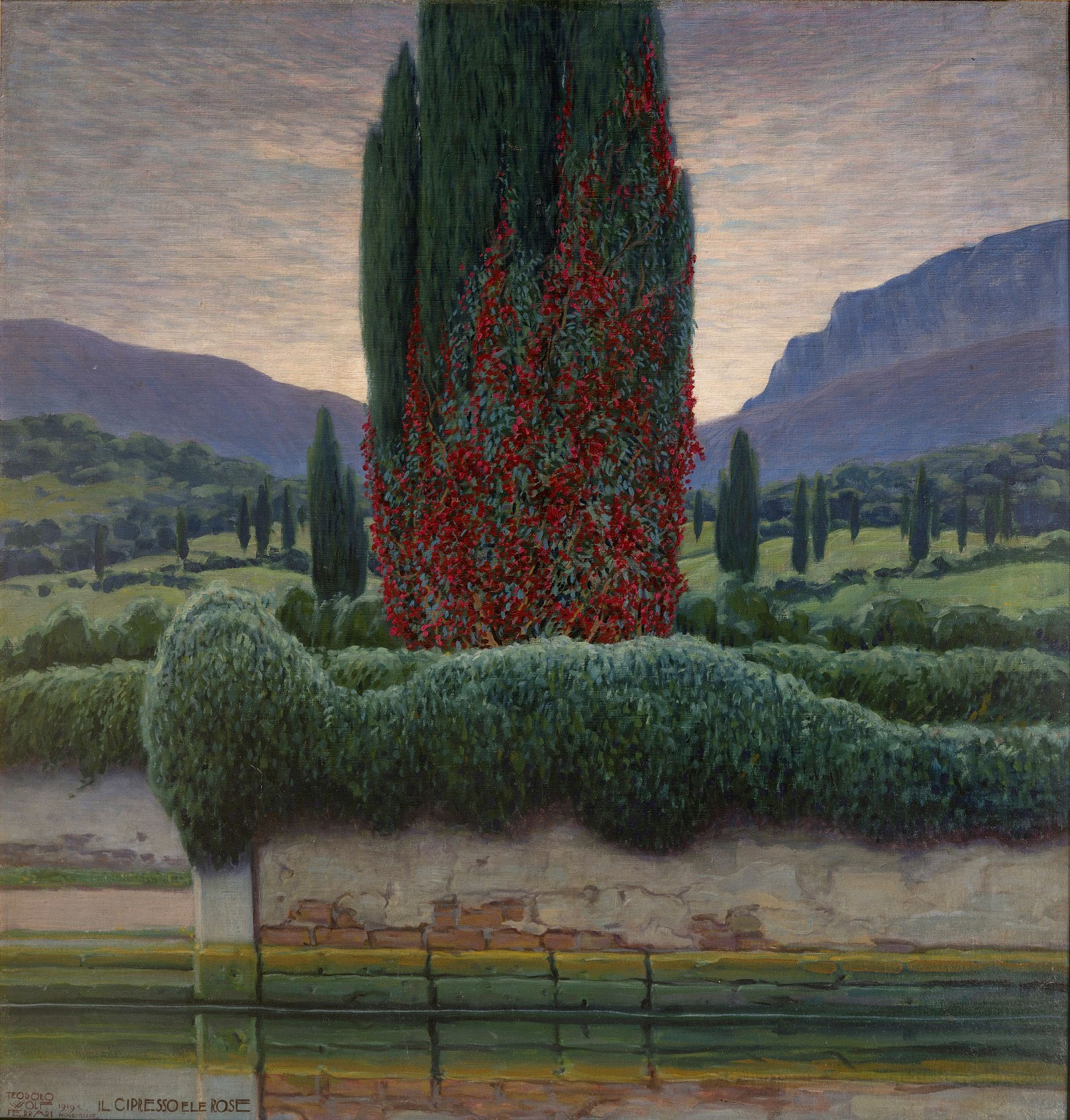
Il cipresso e le rose, 1919
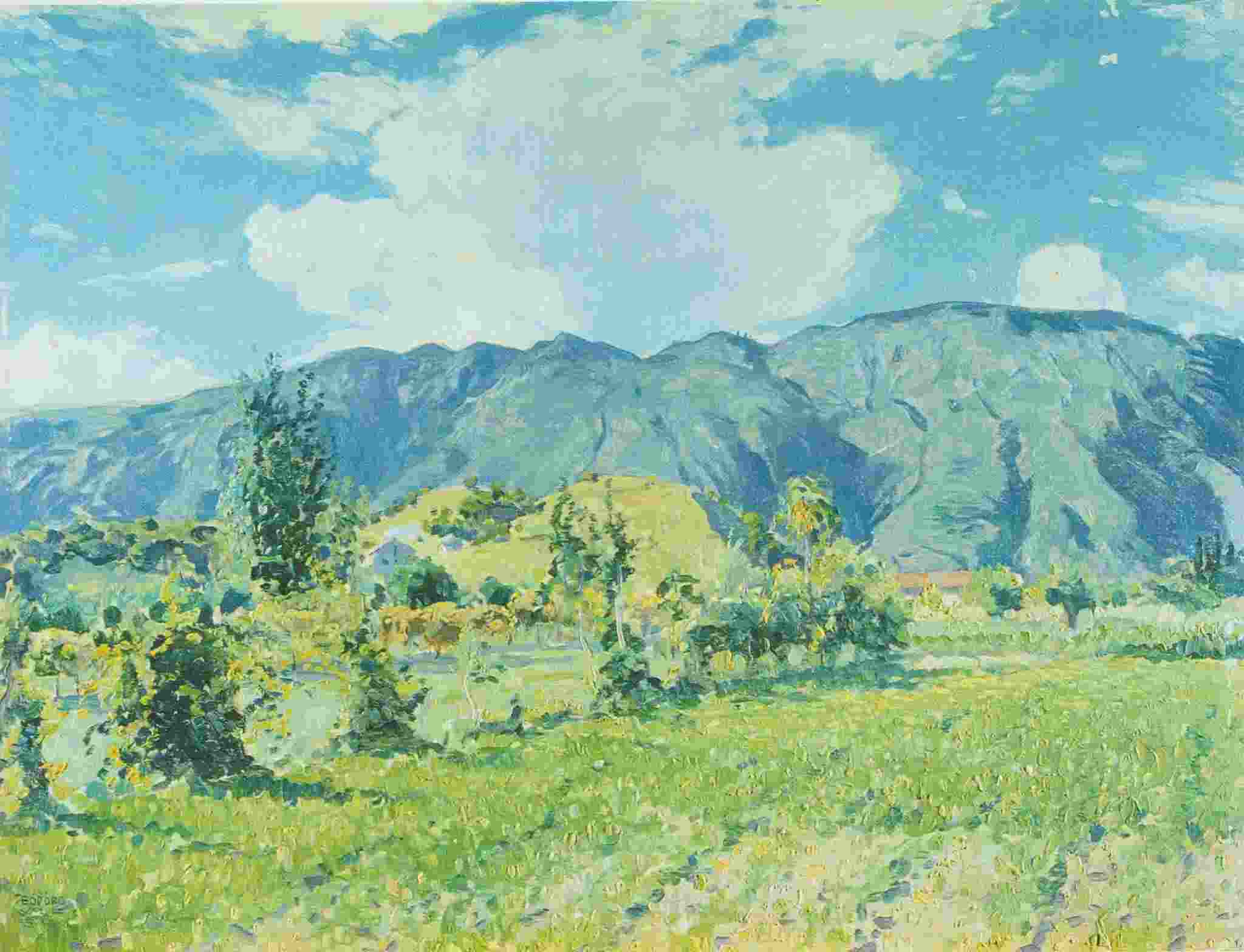
Il Monte Grappa visto da San Zenone degli Ezzelini, 1920
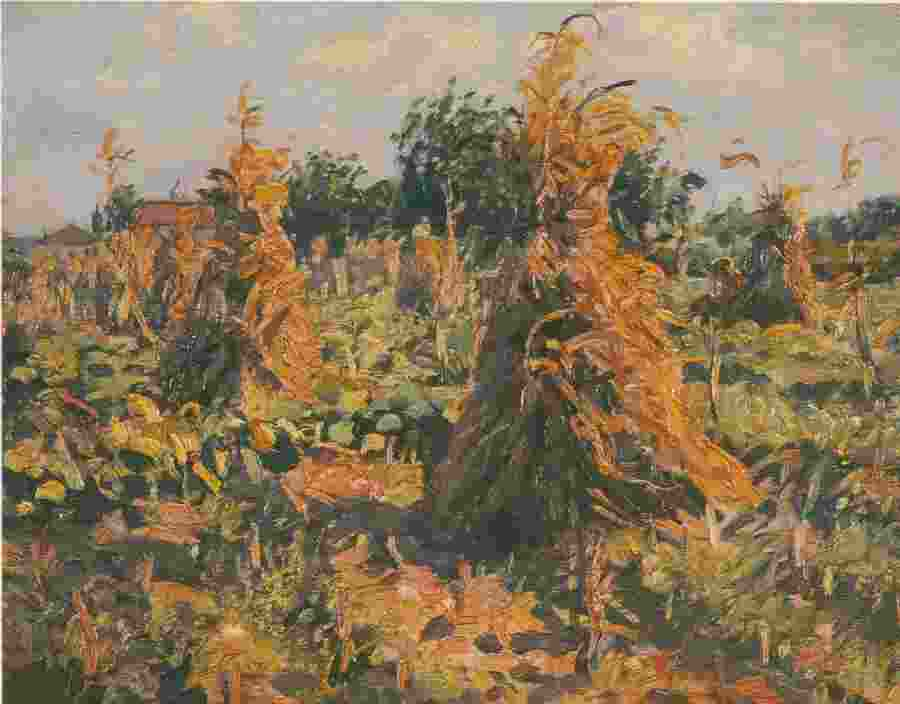
San Zenone delGrappa. Covoni, 1921
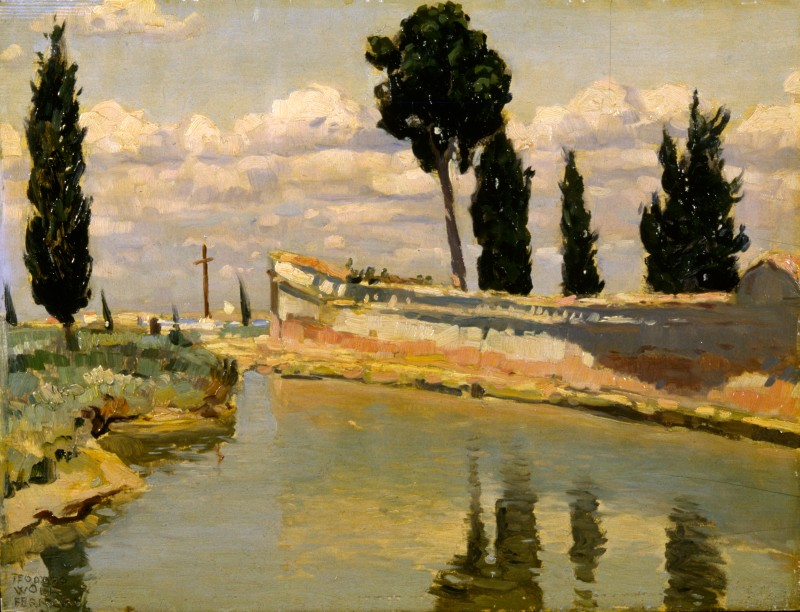
San Francesco del Deserto, 1922 (Fondazione Cariplo)
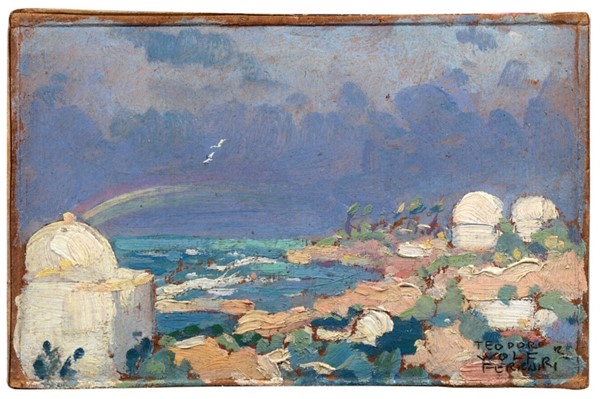
Tripoli, 1924
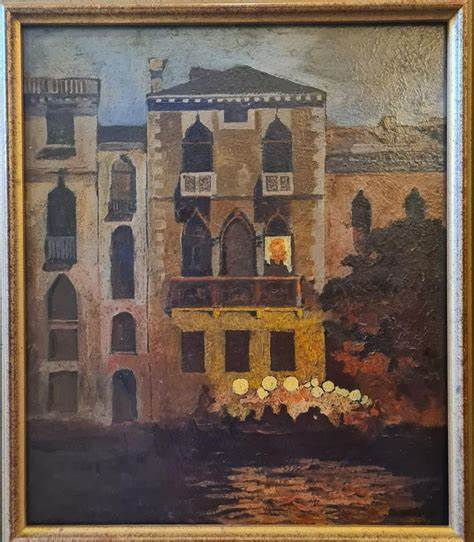
Carnevale in Canal Grande
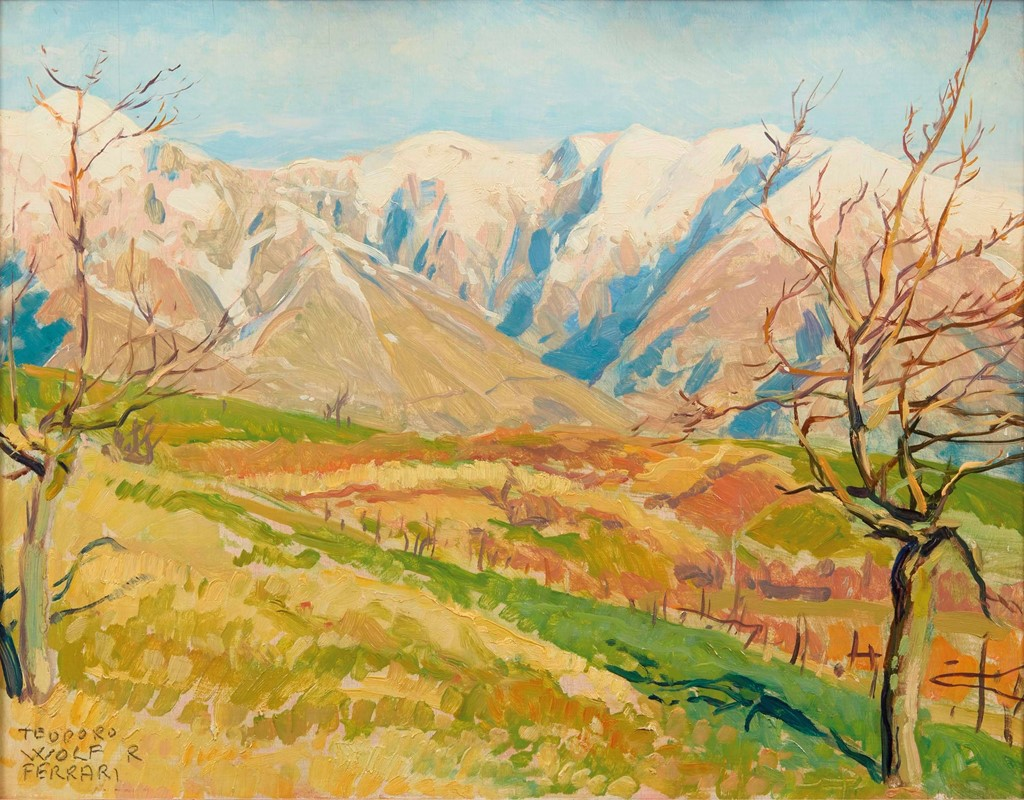
Paesaggio montano
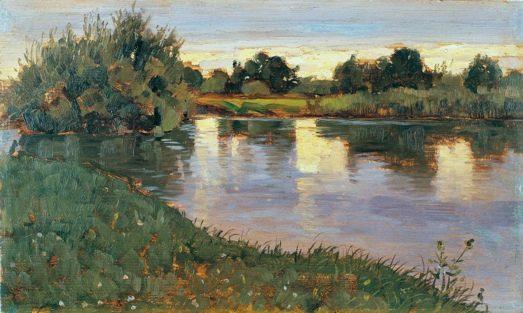
Tramonto, Museo Torre di Mosto